# St. Antonius (Oberknöringen)

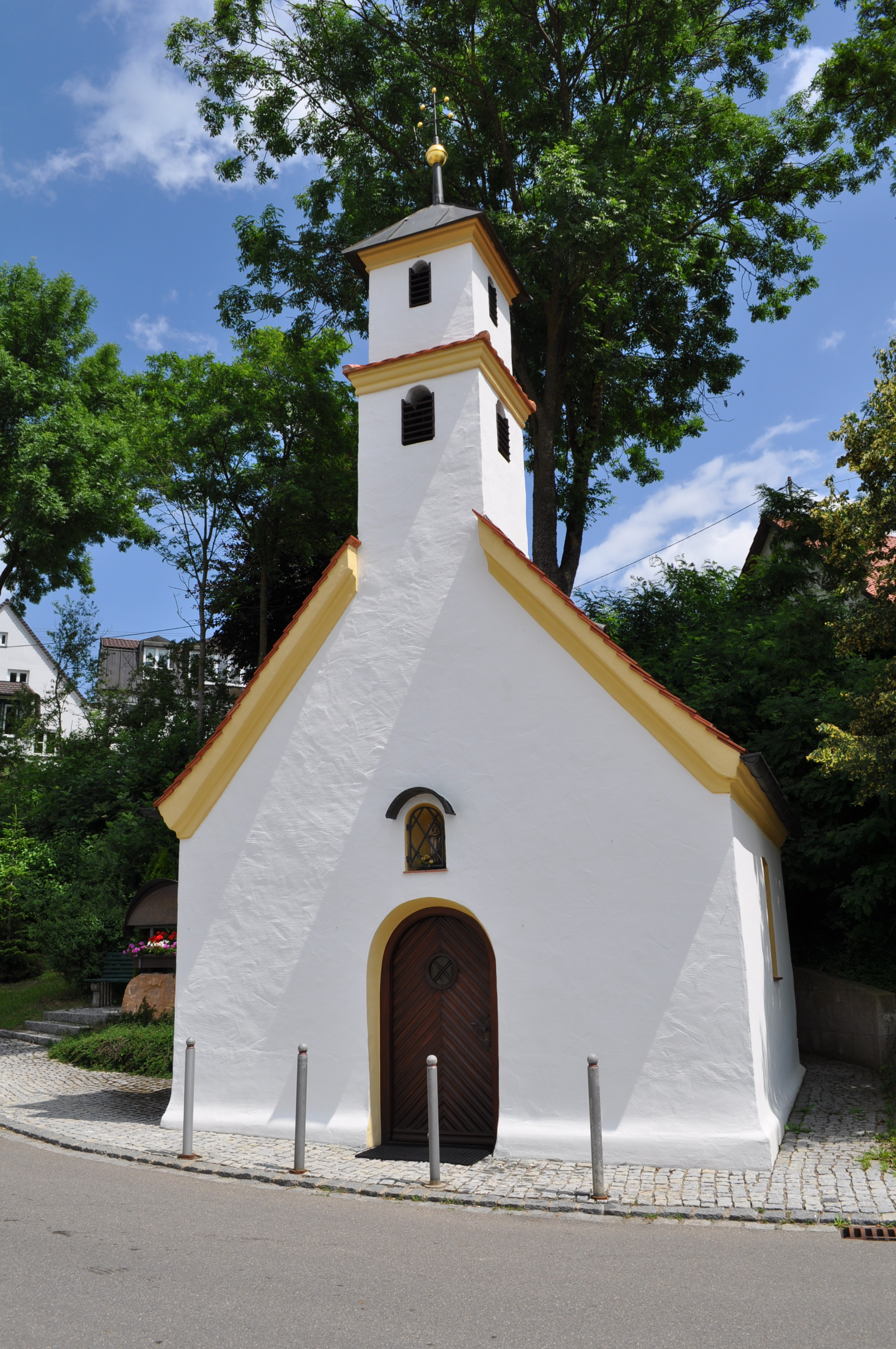
Kapelle St. Antonius in Oberknöringen

Die römisch-katholische Kapelle St. Antonius in Oberknöringen, einem Stadtteil von Burgau im schwäbischen Landkreis Günzburg in Bayern, wurde 1765 errichtet. Die Kapelle an der Binsentalstraße 14 ist ein geschütztes Baudenkmal.

## Beschreibung
Der Saalbau besitzt einen leicht eingezogenen Schluss. Über der Eingangsfassade sitzt ein Dachreiter mit Zeltdach, der von einem Dachknauf mit Patriarchenkreuz bekrönt wird. In der Nische über dem rundbogigen Eingang befindet sich eine Skulptur des heiligen Antonius von Padua, dem die Kapelle geweiht ist.